# Pulicaria undulata
Pulicaria undulata là một loài thực vật có hoa trong họ Cúc. Loài này được (L.) C.A.Mey. miêu tả khoa học đầu tiên năm 1831.